# Junior Stanislas
Junior Stanislas (Eltham, Gran Londres, Inglaterra, 26 de noviembre de 1989) es un exfutbolista británico que jugaba como centrocampista y delantero. Desde julio de 2025 es entrenador asistente del Ipswich Town F. C.

## Trayectoria
En la Premier League 2015-16, en la fecha 16, convirtió un gol olímpico ante Manchester United F. C. en el primer minuto del partido.

## Clubes
| Club                           | País       | Año       |
| ------------------------------ | ---------- | --------- |
| West Ham United F. C.          | Inglaterra | 2008-2011 |
| Southend United F. C. (cedido) | Inglaterra | 2008-2009 |
| Burnley F. C.                  | Inglaterra | 2011-2014 |
| AFC Bournemouth                | Inglaterra | 2014-2023 |

## Palmarés

### Títulos nacionales
| Título                       | Club            | País       | Año     |
| ---------------------------- | --------------- | ---------- | ------- |
| Football League Championship | AFC Bournemouth | Inglaterra | 2014-15 |